# 星际大战 (1983年游戏)
《星际大战》是一款由雅达利制作和发行的街机游戏。本游戏于1983年5月在北美地区发行。游戏是最早的第一人称太空射击游戏。
玩家在游戏中扮演的角色是卢克·天行者，以第一视角驾驶着X-wing战斗机。
本游戏成为1983年最佳销售机器。